# Pertoča
Pertoča este o localitate din comuna Rogašovci, Slovenia, cu o populație de 479 de locuitori.